# Акратия (журнал)
Акратия — (греч. α — (префикс отрицания — не) и κρατία, kratía-власть, не-господство, безвластие), — относится к наименованию немецкоязычного журнала об историческом анархизме; издавался с 1973 по 1981 год, под редакцией Хейнера Кёхлина в Базеле.

## Akratie
Хейнер Кёхлин основал журнал «Akratie» («Акратия») в Базеле в 1973 году.
В 1975 году два журнала «Zeitgeist» и «Akratie» были объединены под одним названием «Akratie» и изданы и распространены исключительно Хейнером Кёхлином. С № 6 (1976) Отто Раймерз принял на себя распространение журнала «Akratie» в Лауфенбурге, в Германии. Были опубликованы два специальных издания: одно в 1974 году и другое в 1978 году с изложением размышлений о текущих событиях. Всего было опубликовано 15 номеров «Akratie», последний из которых вышел в 1981 году.
В качестве преемника «Akratie» под редакцией Хейнера Кёхлина и автора «текущей серии публикаций» будет издаваться «Sisyphus», выходивший с 1982 по 1985 год в трех тиражах.

## Авторы
Bernard Assiniwi, Günter Bartsch, Antonio Birlan, Martin Buber, Christian Bühler, Denis Ehmer, Peter Jokostra, Arnold Künzli, Gustav Landauer, Brigitte Landauer-Hausberger, Fritz Linow, Helga Lutz, Hubert Matos, Erich Mühsam, социолог Франц Оппенгеймер, J. Peter Peirats, Otto Reimers (Autorensigel: O.R.), José Ribas, Hans Schaub, André Schenker, Augustin Souchy, Simone Weil, Otto Worm, Willi Paul und andere.

## Термин
Акратия — относится к термину, введенному социологом Францем Оппенгеймером в своей работе «Теория Демократии» и обозначающим отмену политического классового общества. Поскольку господство никогда не было чем-то иным, кроме как «правовой формой экономической эксплуатации», Акратия основывается на «идеале общества, избавленного от любой экономической эксплуатации». Отмена политического классового общества предполагает его экономическое преодоление. Франц Оппенгеймер считал, что «место „Государства“ в будущем, должно занять свободное „Общество“, руководствующееся самоуправлением.»